# 1453 Феннія
1453 Фе́ннія (1453 Fennia) — астероїд головного поясу, відкритий 8 березня 1938 року.
Тіссеранів параметр щодо Юпітера — 3,848.